# Jeździectwo na Letnich Igrzyskach Olimpijskich 1932 – WKKW drużynowo
Konkurencja Wszechstronnego Konkursu Konia Wierzchowego drużynowo podczas X Letnich Igrzysk Olimpijskich została rozegrana w dniach 10 - 13 sierpnia 1932 roku. Zawody odbywały się na w Riviera Country Club (ujeżdżenie), Westchester (próba terenowa), i na Los Angeles Memorial Coliseum (skoki przez przeszkody).

## Wyniki
Do wyników WKKW drużynowego zaliczane są wyniki trzech zawodników z danego kraju jakie uzyskali podczas rywalizacji indywidualnej. W rywalizacji uczestniczyły tylko cztery kraje, ale zawody ukończyły tylko dwa zespoły które nie zostały zdekompletowane.
| Pozycja | Kraj                                                                             | Koń                                        | Wynik                      | Wynik         | Uwagi |
| Pozycja | Kraj                                                                             | Koń                                        | ocena indywidualna         | ocena drużyny | Uwagi |
| ------- | -------------------------------------------------------------------------------- | ------------------------------------------ | -------------------------- | ------------- | ----- |
| 1.      | Stany Zjednoczone · Earl Foster Thomson · Harry Chamberlin · Edwin Argo          | Jenny Camp Pleasant Smiles Honolulu Tomboy | 1811,00 1687,833 1539,250  | 5038,083      |       |
| 2.      | Holandia · Charles Pahud de Mortanges · Karel Schummelketel · Aernout van Lennep | Marcroix Duiveltje Henk                    | 1813,833 1614,500 1260,750 | 4689,083      |       |
| -       | Szwecja · Clarence von Rosen Jr. · Ernst Hallberg · Arne Francke                 | Sunnyside Maid Marokan Fridolin            | 1809,416 1679,333 DNF      | DNF           |       |
| -       | Japonia · Morishige Yamamoto · Shunzo Kido · Tara Naro                           | Kingo Kyu Gun Sonshin                      | 1609,583 DNF DNF           | DNF           |       |